# USS Yacona (AOG-45)
USS Yacona (AOG-45) był amerykańskim tankowcem typu Mettawee z końca II wojny światowej.
Tankowiec był drugą jednostką US Navy noszącą tę nazwę. Stępkę AOG-45 położono na podstawie kontraktu Maritime Commission (MC hull 2071) 23 listopada 1944 w Bayonne (New Jersey) w East Coast Shipyard, Inc. Jednostka o nośności 1228 długich ton została zwodowana 14 lutego 1945, matką chrzestną była Amy Gilhardt. Weszła do służby 7 lutego 1945, pierwszym dowódcą został Lt. Richard A. Urquhart, USNR.

## Służba w czasie II wojny światowej
Po próbach odbiorczych w Chesapeake Bay "Yacona" popłynął do Miami 19 kwietnia. 25 kwietnia został tymczasowo przydzielony do Naval Training Station w Miami i operował jako jednostka szkolna do jesieni 1945. Trzydniowa wizyta w Hawanie od 31 lipca do 3 sierpnia przerwała jego służbę na przybrzeżnych wodach Florydy.

## Służba powojenna
"Yacona" opuścił Miami 4 listopada, kierując się w stronę Hampton Roads. Został wycofany ze służby w Norfolk 20 grudnia 1945.

## Wycofanie ze służby
Skreślony z listy okrętów floty 8 stycznia 1946 zbiornikowiec benzyny został dostarczony do War Shipping Administration, Maritime Commission 25 lipca 1946. Nabyty przez Gulf Oil Co. z Filadelfii w 1947 "Yacona" służył temu koncernowi do końca 1976, gdy został nabyty przez Sociedad Campania de Navegacion Dormar, Ltd. Tam służył pod kolumbijską banderą, za port macierzysty mając Isla de San Andres w Kolumbii. Przewoził ropę dla jednostek na kolumbijskich jeziorach, zatokach i cieśninach. Dalsze losy nieznane.